# میکلوش پانچیچ
میکلوش پانچیچ (مجاری: Miklós Páncsics; ۴ فوریهٔ ۱۹۴۴ – ۶ اوت ۲۰۰۷) بازیکن فوتبال اهل مجارستان بود.
از باشگاه‌هایی که در آن بازی کرده‌است می‌توان به باشگاه فوتبال فرنتس‌واروش و باشگاه فوتبال بوداپست هونود اشاره کرد.
وی در مسابقات کشوری و بین‌المللی در مجموع برندهٔ ۱ مدال طلا، ۱ مدال نقره شده‌است.